# Stadio Jean Bouin
Lo stadio Jean Bouin (in francese Stade Jean-Bouin) è un impianto polivalente francese di 20.000 posti situato nella città di Parigi, utilizzabile per il calcio a 11 e il rugby a 15.
Lo stadio, costruito nel 1925 e ristrutturato nel 1970 e nel 2013, ospita le partite casalinghe della squadra calcistica del Paris Saint-Germain femminile e di quella rugbistica dello Stade Paris; tra il 2016 e il 2017 è stato utilizzato anche dal Red Star FC.
Ha ospitato la finale del campionato francese di football americano dal 1983 al 1992.
Lo stadio è situato i fianco al Parco dei Principi.

## Storia
Dal 1916, terreno storico dell'ex sezione calcistica di CASG Parigi, divenuta poi Paris Jean-Bouin, società polisportiva che comprende cinque sezioni sportive tra cui la sezione di tennis, rugby a 15, hockey su prato, pallacanestro e atletica leggera. Lo stadio fu ampliato nel 1925 e poi rinnovato nel 1970 e infine nel 2013 nella sua configurazione attuale. Nel 1975 fu aggiunta una palestra e nel 1982 fu costruito un campo da hockey su prato. Ha 15 campi da tennis di cui 10 in terra battuta. Lo stadio è chiamato in omaggio allo sportivo francese Jean Bouin, morto per la Francia durante la prima guerra mondiale.
Ospitò il meeting di atletica di Parigi fino all'inizio degli anni novanta.
Nel corso dell'edizione 1985 l'astista sovietico Sergej Bubka fu il primo uomo a saltare oltre i sei metri.